# 1586 Thiele
1586 Thiele је астероид главног астероидног појаса чија средња удаљеност од Сунца износи 2,429 астрономских јединица (АЈ).
Апсолутна магнитуда астероида је 11,9.